# Him (Cattelan)
Him, nota anche come L'Hitler di Cattelan, è una scultura dell'artista italiano Maurizio Cattelan.

## Descrizione
L'opera consiste nella figura di Hitler con corpo da bambino, inginocchiato in preghiera con occhi commossi. La scultura è stata esposta in diversi musei e nel 2012 le è stata dedicata un'installazione nel ghetto di Varsavia. L'opera è stata battuta all'asta l'8 maggio 2016 per 17,2 milioni di dollari.

### Materiali
I materiali che costituiscono quest'opera sono la resina di poliestere e la cera, i capelli della scultura sono capelli umani.